# United Cup 2023
Pour un article plus général, voir United Cup.
L'United Cup 2023 est la première édition de cette compétition mixte de tennis. Dix-huit équipes, composées de 3 ou 4 joueurs et 3 ou 4 joueuses, participent à la compétition qui se déroule en une phase de poule puis une phase à élimination directe. Chaque confrontation entre deux pays comporte cinq matchs : deux en simple dames, deux en simple messieurs et un en double mixte.
Le tournoi se déroule en Australie à Brisbane, Perth et Sydney.
Les États-Unis emportent cette 1re édition en battant l'Italie en finale.

## Faits marquants
Les États-Unis se reposent sur un groupe de joueurs et joueuses extrêmement dense. C'est la seule équipe dont les quatre premiers joueurs et joueuses de simple sont dans le top 20 du classement ATP ou WTA.
La Pologne participe à la compétition avec la numéro 1 mondiale à la WTA, Iga Świątek.
Parmi les 4 nations participant à la phase finale, 1 joueuse et 2 joueurs finissent invaincus en simple :
- Madison Keys (5V)
- Frances Tiafoe (5V)
- Stefanos Tsitsipas (4V)

## Participants
Les 12 premières équipes sont qualifiées d'après les 6 joueurs participant les mieux classés dans le classement ATP en simple et les 6 joueuses participantes les mieux classées dans le classement WTA en simple, lors de l'annonce, le 9 novembre 2022. Les 6 équipes suivantes sont qualifiées en fonction du classement combiné de leurs numéros 1 mondiaux masculin et féminin en simple.
| N° | Équipe      | Critère de qualification | Résultat      | Capitaine                        | Joueur 1            | Joueuse 1           | Joueur 2              | Joueuse 2           | Joueur 3                     | Joueuse 3                  | Joueur 4               | Joueuse 4         |
| -- | ----------- | ------------------------ | ------------- | -------------------------------- | ------------------- | ------------------- | --------------------- | ------------------- | ---------------------------- | -------------------------- | ---------------------- | ----------------- |
| 1  | Grèce       | no 3 ATP                 | 1/2 finale    | Pétros Tsitsipás                 | Stéfanos Tsitsipás  | María Sákkari       | Michail Pervolarakis  | Déspina Papamichaíl | Stéfanos Sakellaridis        | Valentíni Grammatikopoúlou | Pétros Tsitsipás       | Sapfo Sakellaridi |
| 2  | Pologne     | no 1 WTA                 | 1/2 finale    | Agnieszka Radwańska / Dawid Celt | Hubert Hurkacz      | Iga Świątek         | Daniel Michalski      | Magda Linette       | Kacper Żuk                   | Weronika Falkowska         | Łukasz Kubot           | Alicja Rosolska   |
| 3  | États-Unis  | no 2 WTA                 | Victoire      | David Witt                       | Taylor Fritz        | Jessica Pegula      | Frances Tiafoe        | Madison Keys        | Denis Kudla                  | Alycia Parks               | Hunter Reese           | Desirae Krawczyk  |
| 4  | Espagne     | no 1 ATP                 | Poules        | Marc López                       | Rafael Nadal        | Paula Badosa        | Pablo Carreño Busta   | Nuria Párrizas Díaz | Albert Ramos-Viñolas         | Jéssica Bouzas Maneiro     | David Vega Hernández   | -                 |
| 5  | Italie      | no 1 Combiné             | Finale        | Vincenzo Santopadre              | Matteo Berrettini   | Martina Trevisan    | Lorenzo Musetti       | Lucia Bronzetti     | Andrea Vavassori             | Camilla Rosatello          | Marco Bortolotti       | -                 |
| 6  | France      | no 3 WTA                 | Poules        | Édouard Roger-Vasselin           | Arthur Rinderknech  | Caroline Garcia     | Adrian Mannarino      | Alizé Cornet        | Manuel Guinard               | Léolia Jeanjean            | Édouard Roger-Vasselin | Jessika Ponchet   |
|    |             |                          |               |                                  |                     |                     |                       |                     |                              |                            |                        |                   |
| 7  | Australie   | no 2 Combiné             | Poules        | Lleyton Hewitt / Samantha Stosur | Alex de Minaur      | Ajla Tomljanović    | Jason Kubler          | Zoe Hives           | -                            | Maddison Inglis            | John Peers             | Samantha Stosur   |
| 8  | Croatie     | no 4 Combiné             | Finale Poules | Iva Majoli                       | Borna Ćorić         | Petra Martić        | Borna Gojo            | Donna Vekić         | Matija Pecotić               | Tara Würth                 | -                      | Petra Marčinko    |
| 9  | Suisse      | no 4 WTA                 | Poules        | Stanislas Wawrinka               | Stanislas Wawrinka  | Belinda Bencic      | Marc-Andrea Hüsler    | Jil Teichmann       | Dominic Stricker             | Ylena In-Albon             | Alexander Ritschard    | Joanne Züger      |
| 10 | Allemagne   | no 2 ATP                 | Poules        | Mischa Zverev                    | Alexander Zverev    | Laura Siegemund     | Oscar Otte            | Jule Niemeier       | Daniel Altmaier              | Anna-Lena Friedsam         | Fabian Fallert         | Julia Lohoff      |
| 11 | Brésil      | no 5 WTA                 | Poules        | Rafael Paciaroni                 | Thiago Monteiro     | Beatriz Haddad Maia | Felipe Meligeni Alves | Laura Pigossi       | Matheus Pucinelli de Almeida | Carolina Alves             | Rafael Matos           | Luisa Stefani     |
| 12 | Belgique    | no 5 Combiné             | Poules        | Kirsten Flipkens                 | David Goffin        | Elise Mertens       | Zizou Bergs           | Alison Van Uytvanck | Kimmer Coppejans             | Magali Kempen              | Michael Geerts         | Kirsten Flipkens  |
|    |             |                          |               |                                  |                     |                     |                       |                     |                              |                            |                        |                   |
| 13 | Tchéquie    | no 6 WTA                 | Poules        | Jiří Vaněk                       | Jiří Lehečka        | Petra Kvitová       | Tomáš Macháč          | Marie Bouzková      | Lukáš Rosol                  | Jesika Malečková           | Dalibor Svrčina        | -                 |
| 14 | Royaume-Uni | no 5 ATP                 | Finale Poules | Tim Henman                       | Cameron Norrie      | Harriet Dart        | Daniel Evans          | Katie Swan          | Jan Choinski                 | Anna Brogan                | Jonny O'Mara           | Ella McDonald     |
| 15 | Argentine   | no 3 Combiné             | Poules        | Gisela Dulko                     | Francisco Cerúndolo | Nadia Podoroska     | Federico Coria        | María Carlé         | Tomás Martín Etcheverry      | Paula Ormaechea            | -                      | -                 |
| 16 | Norvège     | no 4 ATP                 | Poules        | Christian Ruud                   | Casper Ruud         | Ulrikke Eikeri      | Viktor Durasovic      | Malene Helgø        | Andreja Petrovic             | Lilly Håseth               | -                      | -                 |
| 17 | Bulgarie    | no 6 ATP                 | Poules        | Grigor Dimitrov                  | Grigor Dimitrov     | Viktoriya Tomova    | Dimitar Kuzmanov      | Isabella Shinikova  | Adrian Andreev               | Gergana Topalova           | Alexandar Lazarov      | -                 |
| 18 | Kazakhstan  | no 6 Combiné             | Poules        | Alexander Bublik                 | Alexander Bublik    | Yulia Putintseva    | Timofey Skatov        | Zhibek Kulambayeva  | Denis Yevseyev               | Gozal Ainitdinova          | Grigoriy Lomakin       | -                 |

## Matchs de poule
Les équipes sont réparties en 6 poules de 3. Chacune des 3 villes accueille 2 poules. Le vainqueur de chaque poule affronte l'autre vainqueur de poule de la même ville. Les 3 vainqueurs des finales de ville ainsi que la meilleure équipe restante sont qualifiées pour la phase finale.

### Poules Perth
| Rang | Groupe A | V - D | Matchs | Sets    |
| ---- | -------- | ----- | ------ | ------- |
| 1    | Grèce    | 2 - 0 | 8 - 2  | 17 - 7  |
| 2    | Bulgarie | 1 - 1 | 4 - 6  | 12 - 13 |
| 3    | Belgique | 0 - 2 | 3 - 7  | 8 - 17  |

| | Grèce | 4                            | - | 1 | Bulgarie |  |  |
| --- | ----- | ---------------------------- | - | - | -------- |  |  |
| RAC Arena, Perth |       |                              |   |   |          |  |  |
| du 29 au 30 décembre 2022 sur dur (ext.) |       |                              |   |   |          |  |  |
| \| 1 \| \| Despina Papamichail \| 3 \| 6 \| 6 \| \| \| \| 1 \| \| Isabella Shinikova \| 6 \| 4 \| 1 \| \| \| \| 2 \| \| Stéfanos Tsitsipás \| 4 \| 6 \| 7 \| \| \| \| 2 \| \| Grigor Dimitrov \| 6 \| 2 \| 64 \| \| \| \| 3 \| \| María Sákkari \| 6 \| 6 \| \| \| \| \| 3 \| \| Viktoriya Tomova \| 3 \| 2 \| \| \| \| \| \| \| \| \| \| \| \| \| \| 4 \| \| Michail Pervolarakis \| 1 \| 1 \| \| \| \| \| 4 \| \| Dimitar Kuzmanov \| 6 \| 6 \| \| \| \| \| \| \| \| \| \| \| \| \| \| 5 \| \| María Sákkari - S. Tsitsipás \| 6 \| 6 \| \| \| \| \| 5 \| \| G. Topalova - Adrian Andreev \| 4 \| 4 \| \| \| \| \| \| \| \| \| \| \| \| \| |       |                              |   |   |          |  |  |
| 1 |       | Despina Papamichail          | 3 | 6 | 6        |  |  |
| 1 |       | Isabella Shinikova           | 6 | 4 | 1        |  |  |
| 2 |       | Stéfanos Tsitsipás           | 4 | 6 | 7        |  |  |
| 2 |       | Grigor Dimitrov              | 6 | 2 | 64       |  |  |
| 3 |       | María Sákkari                | 6 | 6 |          |  |  |
| 3 |       | Viktoriya Tomova             | 3 | 2 |          |  |  |
| |       |                              |   |   |          |  |  |
| 4 |       | Michail Pervolarakis         | 1 | 1 |          |  |  |
| 4 |       | Dimitar Kuzmanov             | 6 | 6 |          |  |  |
| |       |                              |   |   |          |  |  |
| 5 |       | María Sákkari - S. Tsitsipás | 6 | 6 |          |  |  |
| 5 |       | G. Topalova - Adrian Andreev | 4 | 4 |          |  |  |
| |       |                              |   |   |          |  |  |

| 1 |  | Despina Papamichail          | 3 | 6 | 6  |  |  |
| 1 |  | Isabella Shinikova           | 6 | 4 | 1  |  |  |
| 2 |  | Stéfanos Tsitsipás           | 4 | 6 | 7  |  |  |
| 2 |  | Grigor Dimitrov              | 6 | 2 | 64 |  |  |
| 3 |  | María Sákkari                | 6 | 6 |    |  |  |
| 3 |  | Viktoriya Tomova             | 3 | 2 |    |  |  |
|   |  |                              |   |   |    |  |  |
| 4 |  | Michail Pervolarakis         | 1 | 1 |    |  |  |
| 4 |  | Dimitar Kuzmanov             | 6 | 6 |    |  |  |
|   |  |                              |   |   |    |  |  |
| 5 |  | María Sákkari - S. Tsitsipás | 6 | 6 |    |  |  |
| 5 |  | G. Topalova - Adrian Andreev | 4 | 4 |    |  |  |
|   |  |                              |   |   |    |  |  |

| | Belgique | 2                                | - | 3  | Bulgarie |  |  |
| --- | -------- | -------------------------------- | - | -- | -------- |  |  |
| RAC Arena, Perth |          |                                  |   |    |          |  |  |
| du 31 décembre 2022 au 1er janvier 2023 sur dur (ext.) |          |                                  |   |    |          |  |  |
| \| 1 \| \| Alison Van Uytvanck \| 6 \| 3 \| 6 \| \| \| \| 1 \| \| Isabella Shinikova \| 1 \| 6 \| 3 \| \| \| \| 2 \| \| David Goffin \| 4 \| 5 \| \| \| \| \| 2 \| \| Grigor Dimitrov \| 6 \| 7 \| \| \| \| \| 3 \| \| Elise Mertens \| 6 \| 3 \| 6 \| \| \| \| 3 \| \| Viktoriya Tomova \| 4 \| 6 \| 0 \| \| \| \| \| \| \| \| \| \| \| \| \| 4 \| \| Zizou Bergs \| 2 \| 0 \| \| \| \| \| 4 \| \| Dimitar Kuzmanov \| 6 \| 6 \| \| \| \| \| \| \| \| \| \| \| \| \| \| 5 \| \| Elise Mertens - David Goffin \| 6 \| 65 \| 6 \| \| \| \| 5 \| \| I. Shinikova - Alexandar Lazarov \| 1 \| 7 \| 10 \| \| \| \| \| \| \| \| \| \| \| \| |          |                                  |   |    |          |  |  |
| 1 |          | Alison Van Uytvanck              | 6 | 3  | 6        |  |  |
| 1 |          | Isabella Shinikova               | 1 | 6  | 3        |  |  |
| 2 |          | David Goffin                     | 4 | 5  |          |  |  |
| 2 |          | Grigor Dimitrov                  | 6 | 7  |          |  |  |
| 3 |          | Elise Mertens                    | 6 | 3  | 6        |  |  |
| 3 |          | Viktoriya Tomova                 | 4 | 6  | 0        |  |  |
| |          |                                  |   |    |          |  |  |
| 4 |          | Zizou Bergs                      | 2 | 0  |          |  |  |
| 4 |          | Dimitar Kuzmanov                 | 6 | 6  |          |  |  |
| |          |                                  |   |    |          |  |  |
| 5 |          | Elise Mertens - David Goffin     | 6 | 65 | 6        |  |  |
| 5 |          | I. Shinikova - Alexandar Lazarov | 1 | 7  | 10       |  |  |
| |          |                                  |   |    |          |  |  |

| 1 |  | Alison Van Uytvanck              | 6 | 3  | 6  |  |  |
| 1 |  | Isabella Shinikova               | 1 | 6  | 3  |  |  |
| 2 |  | David Goffin                     | 4 | 5  |    |  |  |
| 2 |  | Grigor Dimitrov                  | 6 | 7  |    |  |  |
| 3 |  | Elise Mertens                    | 6 | 3  | 6  |  |  |
| 3 |  | Viktoriya Tomova                 | 4 | 6  | 0  |  |  |
|   |  |                                  |   |    |    |  |  |
| 4 |  | Zizou Bergs                      | 2 | 0  |    |  |  |
| 4 |  | Dimitar Kuzmanov                 | 6 | 6  |    |  |  |
|   |  |                                  |   |    |    |  |  |
| 5 |  | Elise Mertens - David Goffin     | 6 | 65 | 6  |  |  |
| 5 |  | I. Shinikova - Alexandar Lazarov | 1 | 7  | 10 |  |  |
|   |  |                                  |   |    |    |  |  |

| | Grèce | 4                                 | - | 1 | Belgique |  |  |
| --- | ----- | --------------------------------- | - | - | -------- |  |  |
| RAC Arena, Perth |       |                                   |   |   |          |  |  |
| du 2 au 3 janvier 2023 sur dur (ext.) |       |                                   |   |   |          |  |  |
| \| 1 \| \| Despina Papamichail \| 5 \| 6 \| 3 \| \| \| \| 1 \| \| Alison Van Uytvanck \| 7 \| 2 \| 6 \| \| \| \| 2 \| \| Stéfanos Tsitsipás \| 6 \| 6 \| \| \| \| \| 2 \| \| David Goffin \| 3 \| 2 \| \| \| \| \| 3 \| \| María Sákkari \| 6 \| 7 \| \| \| \| \| 3 \| \| Elise Mertens \| 1 \| 5 \| \| \| \| \| \| \| \| \| \| \| \| \| \| 4 \| \| Stéfanos Sakellaridis \| 5 \| 6 \| 6 \| \| \| \| 4 \| \| Zizou Bergs \| 7 \| 1 \| 3 \| \| \| \| \| \| \| \| \| \| \| \| \| 5 \| \| María Sákkari - S. Tsitsipás \| 6 \| 6 \| \| \| \| \| 5 \| \| Kirsten Flipkens - Michael Geerts \| 3 \| 2 \| \| \| \| \| \| \| \| \| \| \| \| \| |       |                                   |   |   |          |  |  |
| 1 |       | Despina Papamichail               | 5 | 6 | 3        |  |  |
| 1 |       | Alison Van Uytvanck               | 7 | 2 | 6        |  |  |
| 2 |       | Stéfanos Tsitsipás                | 6 | 6 |          |  |  |
| 2 |       | David Goffin                      | 3 | 2 |          |  |  |
| 3 |       | María Sákkari                     | 6 | 7 |          |  |  |
| 3 |       | Elise Mertens                     | 1 | 5 |          |  |  |
| |       |                                   |   |   |          |  |  |
| 4 |       | Stéfanos Sakellaridis             | 5 | 6 | 6        |  |  |
| 4 |       | Zizou Bergs                       | 7 | 1 | 3        |  |  |
| |       |                                   |   |   |          |  |  |
| 5 |       | María Sákkari - S. Tsitsipás      | 6 | 6 |          |  |  |
| 5 |       | Kirsten Flipkens - Michael Geerts | 3 | 2 |          |  |  |
| |       |                                   |   |   |          |  |  |

| 1 |  | Despina Papamichail               | 5 | 6 | 3 |  |  |
| 1 |  | Alison Van Uytvanck               | 7 | 2 | 6 |  |  |
| 2 |  | Stéfanos Tsitsipás                | 6 | 6 |   |  |  |
| 2 |  | David Goffin                      | 3 | 2 |   |  |  |
| 3 |  | María Sákkari                     | 6 | 7 |   |  |  |
| 3 |  | Elise Mertens                     | 1 | 5 |   |  |  |
|   |  |                                   |   |   |   |  |  |
| 4 |  | Stéfanos Sakellaridis             | 5 | 6 | 6 |  |  |
| 4 |  | Zizou Bergs                       | 7 | 1 | 3 |  |  |
|   |  |                                   |   |   |   |  |  |
| 5 |  | María Sákkari - S. Tsitsipás      | 6 | 6 |   |  |  |
| 5 |  | Kirsten Flipkens - Michael Geerts | 3 | 2 |   |  |  |
|   |  |                                   |   |   |   |  |  |

| Rang | Groupe F  | V - D | Matchs | Sets   |
| ---- | --------- | ----- | ------ | ------ |
| 1    | Croatie   | 2 - 0 | 8 - 2  | 16 - 5 |
| 2    | France    | 1 - 1 | 7 - 3  | 15 - 6 |
| 3    | Argentine | 0 - 2 | 0 - 10 | 2 - 20 |

| | France | 5                               | - | 0 | Argentine |  |  |
| --- | ------ | ------------------------------- | - | - | --------- |  |  |
| RAC Arena, Perth |        |                                 |   |   |           |  |  |
| du 29 au 30 décembre 2022 sur dur (ext.) |        |                                 |   |   |           |  |  |
| \| 1 \| \| Alizé Cornet \| 6 \| 6 \| \| \| \| \| 1 \| \| María Carlé \| 2 \| 1 \| \| \| \| \| 2 \| \| Arthur Rinderknech \| 6 \| 6 \| \| \| \| \| 2 \| \| Francisco Cerúndolo \| 4 \| 2 \| \| \| \| \| 3 \| \| Caroline Garcia \| 6 \| 6 \| \| \| \| \| 3 \| \| Nadia Podoroska \| 2 \| 0 \| \| \| \| \| \| \| \| \| \| \| \| \| \| 4 \| \| Adrian Mannarino \| 6 \| 6 \| \| \| \| \| 4 \| \| Federico Coria \| 1 \| 0 \| \| \| \| \| \| \| \| \| \| \| \| \| \| 5 \| \| C. Garcia - É. Roger-Vasselin \| 6 \| 6 \| \| \| \| \| 5 \| \| N. Podoroska - T. M. Etcheverry \| 2 \| 4 \| \| \| \| \| \| \| \| \| \| \| \| \| |        |                                 |   |   |           |  |  |
| 1 |        | Alizé Cornet                    | 6 | 6 |           |  |  |
| 1 |        | María Carlé                     | 2 | 1 |           |  |  |
| 2 |        | Arthur Rinderknech              | 6 | 6 |           |  |  |
| 2 |        | Francisco Cerúndolo             | 4 | 2 |           |  |  |
| 3 |        | Caroline Garcia                 | 6 | 6 |           |  |  |
| 3 |        | Nadia Podoroska                 | 2 | 0 |           |  |  |
| |        |                                 |   |   |           |  |  |
| 4 |        | Adrian Mannarino                | 6 | 6 |           |  |  |
| 4 |        | Federico Coria                  | 1 | 0 |           |  |  |
| |        |                                 |   |   |           |  |  |
| 5 |        | C. Garcia - É. Roger-Vasselin   | 6 | 6 |           |  |  |
| 5 |        | N. Podoroska - T. M. Etcheverry | 2 | 4 |           |  |  |
| |        |                                 |   |   |           |  |  |

| 1 |  | Alizé Cornet                    | 6 | 6 |  |  |  |
| 1 |  | María Carlé                     | 2 | 1 |  |  |  |
| 2 |  | Arthur Rinderknech              | 6 | 6 |  |  |  |
| 2 |  | Francisco Cerúndolo             | 4 | 2 |  |  |  |
| 3 |  | Caroline Garcia                 | 6 | 6 |  |  |  |
| 3 |  | Nadia Podoroska                 | 2 | 0 |  |  |  |
|   |  |                                 |   |   |  |  |  |
| 4 |  | Adrian Mannarino                | 6 | 6 |  |  |  |
| 4 |  | Federico Coria                  | 1 | 0 |  |  |  |
|   |  |                                 |   |   |  |  |  |
| 5 |  | C. Garcia - É. Roger-Vasselin   | 6 | 6 |  |  |  |
| 5 |  | N. Podoroska - T. M. Etcheverry | 2 | 4 |  |  |  |
|   |  |                                 |   |   |  |  |  |

| | Croatie | 5                               | -  | 0 | Argentine |  |  |
| --- | ------- | ------------------------------- | -- | - | --------- |  |  |
| RAC Arena, Perth |         |                                 |    |   |           |  |  |
| du 31 décembre 2022 au 1er janvier 2023 sur dur (ext.) |         |                                 |    |   |           |  |  |
| \| 1 \| \| Donna Vekić \| 6 \| 6 \| \| \| \| \| 1 \| \| María Carlé \| 0 \| 4 \| \| \| \| \| 2 \| \| Borna Ćorić \| 7 \| 6 \| \| \| \| \| 2 \| \| Francisco Cerúndolo \| 5 \| 4 \| \| \| \| \| 3 \| \| Petra Martić \| 6 \| 4 \| 6 \| \| \| \| 3 \| \| Nadia Podoroska \| 2 \| 6 \| 1 \| \| \| \| \| \| \| \| \| \| \| \| \| 4 \| \| Borna Gojo \| 7 \| 6 \| \| \| \| \| 4 \| \| Federico Coria \| 65 \| 4 \| \| \| \| \| \| \| \| \| \| \| \| \| \| 5 \| \| Tara Würth - Borna Gojo \| 1 \| 6 \| 10 \| \| \| \| 5 \| \| N. Podoroska - T. M. Etcheverry \| 6 \| 4 \| 4 \| \| \| \| \| \| \| \| \| \| \| \| |         |                                 |    |   |           |  |  |
| 1 |         | Donna Vekić                     | 6  | 6 |           |  |  |
| 1 |         | María Carlé                     | 0  | 4 |           |  |  |
| 2 |         | Borna Ćorić                     | 7  | 6 |           |  |  |
| 2 |         | Francisco Cerúndolo             | 5  | 4 |           |  |  |
| 3 |         | Petra Martić                    | 6  | 4 | 6         |  |  |
| 3 |         | Nadia Podoroska                 | 2  | 6 | 1         |  |  |
| |         |                                 |    |   |           |  |  |
| 4 |         | Borna Gojo                      | 7  | 6 |           |  |  |
| 4 |         | Federico Coria                  | 65 | 4 |           |  |  |
| |         |                                 |    |   |           |  |  |
| 5 |         | Tara Würth - Borna Gojo         | 1  | 6 | 10        |  |  |
| 5 |         | N. Podoroska - T. M. Etcheverry | 6  | 4 | 4         |  |  |
| |         |                                 |    |   |           |  |  |

| 1 |  | Donna Vekić                     | 6  | 6 |    |  |  |
| 1 |  | María Carlé                     | 0  | 4 |    |  |  |
| 2 |  | Borna Ćorić                     | 7  | 6 |    |  |  |
| 2 |  | Francisco Cerúndolo             | 5  | 4 |    |  |  |
| 3 |  | Petra Martić                    | 6  | 4 | 6  |  |  |
| 3 |  | Nadia Podoroska                 | 2  | 6 | 1  |  |  |
|   |  |                                 |    |   |    |  |  |
| 4 |  | Borna Gojo                      | 7  | 6 |    |  |  |
| 4 |  | Federico Coria                  | 65 | 4 |    |  |  |
|   |  |                                 |    |   |    |  |  |
| 5 |  | Tara Würth - Borna Gojo         | 1  | 6 | 10 |  |  |
| 5 |  | N. Podoroska - T. M. Etcheverry | 6  | 4 | 4  |  |  |
|   |  |                                 |    |   |    |  |  |

| | France | 2                                   | -  | 3  | Croatie |  |  |
| --- | ------ | ----------------------------------- | -- | -- | ------- |  |  |
| RAC Arena, Perth |        |                                     |    |    |         |  |  |
| du 2 au 3 janvier 2023 sur dur (ext.) |        |                                     |    |    |         |  |  |
| \| 1 \| \| Alizé Cornet \| 4 \| 3 \| \| \| \| \| 1 \| \| Donna Vekić \| 6 \| 6 \| \| \| \| \| 2 \| \| Arthur Rinderknech \| 61 \| 62 \| \| \| \| \| 2 \| \| Borna Ćorić \| 7 \| 7 \| \| \| \| \| 3 \| \| Caroline Garcia \| 7 \| 6 \| \| \| \| \| 3 \| \| Petra Martić \| 69 \| 4 \| \| \| \| \| \| \| \| \| \| \| \| \| \| 4 \| \| Adrian Mannarino \| 65 \| 6 \| 65 \| \| \| \| 4 \| \| Borna Gojo \| 7 \| 3 \| 7 \| \| \| \| \| \| \| \| \| \| \| \| \| 5 \| \| Jessika Ponchet - É. Roger-Vasselin \| 6 \| 6 \| \| \| \| \| 5 \| \| Petra Marčinko - Matija Pecotić \| 4 \| 4 \| \| \| \| \| \| \| \| \| \| \| \| \| |        |                                     |    |    |         |  |  |
| 1 |        | Alizé Cornet                        | 4  | 3  |         |  |  |
| 1 |        | Donna Vekić                         | 6  | 6  |         |  |  |
| 2 |        | Arthur Rinderknech                  | 61 | 62 |         |  |  |
| 2 |        | Borna Ćorić                         | 7  | 7  |         |  |  |
| 3 |        | Caroline Garcia                     | 7  | 6  |         |  |  |
| 3 |        | Petra Martić                        | 69 | 4  |         |  |  |
| |        |                                     |    |    |         |  |  |
| 4 |        | Adrian Mannarino                    | 65 | 6  | 65      |  |  |
| 4 |        | Borna Gojo                          | 7  | 3  | 7       |  |  |
| |        |                                     |    |    |         |  |  |
| 5 |        | Jessika Ponchet - É. Roger-Vasselin | 6  | 6  |         |  |  |
| 5 |        | Petra Marčinko - Matija Pecotić     | 4  | 4  |         |  |  |
| |        |                                     |    |    |         |  |  |

| 1 |  | Alizé Cornet                        | 4  | 3  |    |  |  |
| 1 |  | Donna Vekić                         | 6  | 6  |    |  |  |
| 2 |  | Arthur Rinderknech                  | 61 | 62 |    |  |  |
| 2 |  | Borna Ćorić                         | 7  | 7  |    |  |  |
| 3 |  | Caroline Garcia                     | 7  | 6  |    |  |  |
| 3 |  | Petra Martić                        | 69 | 4  |    |  |  |
|   |  |                                     |    |    |    |  |  |
| 4 |  | Adrian Mannarino                    | 65 | 6  | 65 |  |  |
| 4 |  | Borna Gojo                          | 7  | 3  | 7  |  |  |
|   |  |                                     |    |    |    |  |  |
| 5 |  | Jessika Ponchet - É. Roger-Vasselin | 6  | 6  |    |  |  |
| 5 |  | Petra Marčinko - Matija Pecotić     | 4  | 4  |    |  |  |
|   |  |                                     |    |    |    |  |  |

#### Finale de Perth
| | Grèce | 3                            | - | 2  | Croatie |  |  |
| --- | ----- | ---------------------------- | - | -- | ------- |  |  |
| RAC Arena, Perth |       |                              |   |    |         |  |  |
| 4 janvier 2023 sur dur (ext.) |       |                              |   |    |         |  |  |
| \| 1 \| \| Déspina Papamichaíl \| 2 \| 0 \| \| \| \| \| 1 \| \| Donna Vekić \| 6 \| 6 \| \| \| \| \| 2 \| \| Stéfanos Tsitsipás \| 6 \| 64 \| 7 \| \| \| \| 2 \| \| Borna Ćorić \| 0 \| 7 \| 5 \| \| \| \| 3 \| \| María Sákkari \| 6 \| 6 \| \| \| \| \| 3 \| \| Petra Martić \| 3 \| 3 \| \| \| \| \| \| \| \| \| \| \| \| \| \| 4 \| \| Stéfanos Sakellaridis \| 4 \| 2 \| \| \| \| \| 4 \| \| Borna Gojo \| 6 \| 6 \| \| \| \| \| \| \| \| \| \| \| \| \| \| 5 \| \| María Sákkari - S. Tsitsipás \| 7 \| 6 \| \| \| \| \| 5 \| \| Petra Martić - Borna Gojo \| 6 \| 4 \| \| \| \| \| \| \| \| \| \| \| \| \| |       |                              |   |    |         |  |  |
| 1 |       | Déspina Papamichaíl          | 2 | 0  |         |  |  |
| 1 |       | Donna Vekić                  | 6 | 6  |         |  |  |
| 2 |       | Stéfanos Tsitsipás           | 6 | 64 | 7       |  |  |
| 2 |       | Borna Ćorić                  | 0 | 7  | 5       |  |  |
| 3 |       | María Sákkari                | 6 | 6  |         |  |  |
| 3 |       | Petra Martić                 | 3 | 3  |         |  |  |
| |       |                              |   |    |         |  |  |
| 4 |       | Stéfanos Sakellaridis        | 4 | 2  |         |  |  |
| 4 |       | Borna Gojo                   | 6 | 6  |         |  |  |
| |       |                              |   |    |         |  |  |
| 5 |       | María Sákkari - S. Tsitsipás | 7 | 6  |         |  |  |
| 5 |       | Petra Martić - Borna Gojo    | 6 | 4  |         |  |  |
| |       |                              |   |    |         |  |  |

### Poules Brisbane
| Rang | Groupe B   | V - D | Matchs | Sets   |
| ---- | ---------- | ----- | ------ | ------ |
| 1    | Pologne    | 2 - 0 | 7 - 3  | 14 - 8 |
| 2    | Suisse     | 1 - 1 | 7 - 3  | 15 - 7 |
| 3    | Kazakhstan | 0 - 2 | 1 - 9  | 4 - 18 |

| | Suisse | 5                                 | -  | 0  | Kazakhstan |  |  |
| --- | ------ | --------------------------------- | -- | -- | ---------- |  |  |
| Pat Rafter Arena, Brisbane |        |                                   |    |    |            |  |  |
| du 29 au 30 décembre 2022 sur dur (ext.) |        |                                   |    |    |            |  |  |
| \| 1 \| \| Belinda Bencic \| 7 \| 6 \| \| \| \| \| 1 \| \| Yulia Putintseva \| 60 \| 3 \| \| \| \| \| 2 \| \| Marc-Andrea Hüsler \| 4 \| 6 \| 6 \| \| \| \| 2 \| \| Timofey Skatov \| 6 \| 3 \| 3 \| \| \| \| 3 \| \| Stanislas Wawrinka \| 6 \| 7 \| \| \| \| \| 3 \| \| Alexander Bublik \| 3 \| 63 \| \| \| \| \| \| \| \| \| \| \| \| \| \| 4 \| \| Jil Teichmann \| 6 \| 6 \| \| \| \| \| 4 \| \| Zhibek Kulambayeva \| 3 \| 2 \| \| \| \| \| \| \| \| \| \| \| \| \| \| 5 \| \| Jil Teichmann - M.-A. Hüsler \| 7 \| 6 \| \| \| \| \| 5 \| \| Z. Kulambayeva - Alexander Bublik \| 67 \| 3 \| \| \| \| \| \| \| \| \| \| \| \| \| |        |                                   |    |    |            |  |  |
| 1 |        | Belinda Bencic                    | 7  | 6  |            |  |  |
| 1 |        | Yulia Putintseva                  | 60 | 3  |            |  |  |
| 2 |        | Marc-Andrea Hüsler                | 4  | 6  | 6          |  |  |
| 2 |        | Timofey Skatov                    | 6  | 3  | 3          |  |  |
| 3 |        | Stanislas Wawrinka                | 6  | 7  |            |  |  |
| 3 |        | Alexander Bublik                  | 3  | 63 |            |  |  |
| |        |                                   |    |    |            |  |  |
| 4 |        | Jil Teichmann                     | 6  | 6  |            |  |  |
| 4 |        | Zhibek Kulambayeva                | 3  | 2  |            |  |  |
| |        |                                   |    |    |            |  |  |
| 5 |        | Jil Teichmann - M.-A. Hüsler      | 7  | 6  |            |  |  |
| 5 |        | Z. Kulambayeva - Alexander Bublik | 67 | 3  |            |  |  |
| |        |                                   |    |    |            |  |  |

| 1 |  | Belinda Bencic                    | 7  | 6  |   |  |  |
| 1 |  | Yulia Putintseva                  | 60 | 3  |   |  |  |
| 2 |  | Marc-Andrea Hüsler                | 4  | 6  | 6 |  |  |
| 2 |  | Timofey Skatov                    | 6  | 3  | 3 |  |  |
| 3 |  | Stanislas Wawrinka                | 6  | 7  |   |  |  |
| 3 |  | Alexander Bublik                  | 3  | 63 |   |  |  |
|   |  |                                   |    |    |   |  |  |
| 4 |  | Jil Teichmann                     | 6  | 6  |   |  |  |
| 4 |  | Zhibek Kulambayeva                | 3  | 2  |   |  |  |
|   |  |                                   |    |    |   |  |  |
| 5 |  | Jil Teichmann - M.-A. Hüsler      | 7  | 6  |   |  |  |
| 5 |  | Z. Kulambayeva - Alexander Bublik | 67 | 3  |   |  |  |
|   |  |                                   |    |    |   |  |  |

| | Pologne | 4                                 | -  | 1 | Kazakhstan |  |  |
| --- | ------- | --------------------------------- | -- | - | ---------- |  |  |
| Pat Rafter Arena, Brisbane |         |                                   |    |   |            |  |  |
| du 31 décembre 2022 au 1er janvier 2023 sur dur (ext.) |         |                                   |    |   |            |  |  |
| \| 1 \| \| Iga Świątek \| 6 \| 6 \| \| \| \| \| 1 \| \| Yulia Putintseva \| 1 \| 3 \| \| \| \| \| 2 \| \| Daniel Michalski \| 67 \| 2 \| \| \| \| \| 2 \| \| Timofey Skatov \| 7 \| 6 \| \| \| \| \| 3 \| \| Hubert Hurkacz \| 7 \| 4 \| 6 \| \| \| \| 3 \| \| Alexander Bublik \| 68 \| 6 \| 3 \| \| \| \| \| \| \| \| \| \| \| \| \| 4 \| \| Magda Linette \| 6 \| 6 \| \| \| \| \| 4 \| \| Zhibek Kulambayeva \| 2 \| 1 \| \| \| \| \| \| \| \| \| \| \| \| \| \| 5 \| \| Iga Świątek - Hubert Hurkacz \| 6 \| 6 \| \| \| \| \| 5 \| \| Z. Kulambayeva - Grigoriy Lomakin \| 3 \| 4 \| \| \| \| \| \| \| \| \| \| \| \| \| |         |                                   |    |   |            |  |  |
| 1 |         | Iga Świątek                       | 6  | 6 |            |  |  |
| 1 |         | Yulia Putintseva                  | 1  | 3 |            |  |  |
| 2 |         | Daniel Michalski                  | 67 | 2 |            |  |  |
| 2 |         | Timofey Skatov                    | 7  | 6 |            |  |  |
| 3 |         | Hubert Hurkacz                    | 7  | 4 | 6          |  |  |
| 3 |         | Alexander Bublik                  | 68 | 6 | 3          |  |  |
| |         |                                   |    |   |            |  |  |
| 4 |         | Magda Linette                     | 6  | 6 |            |  |  |
| 4 |         | Zhibek Kulambayeva                | 2  | 1 |            |  |  |
| |         |                                   |    |   |            |  |  |
| 5 |         | Iga Świątek - Hubert Hurkacz      | 6  | 6 |            |  |  |
| 5 |         | Z. Kulambayeva - Grigoriy Lomakin | 3  | 4 |            |  |  |
| |         |                                   |    |   |            |  |  |

| 1 |  | Iga Świątek                       | 6  | 6 |   |  |  |
| 1 |  | Yulia Putintseva                  | 1  | 3 |   |  |  |
| 2 |  | Daniel Michalski                  | 67 | 2 |   |  |  |
| 2 |  | Timofey Skatov                    | 7  | 6 |   |  |  |
| 3 |  | Hubert Hurkacz                    | 7  | 4 | 6 |  |  |
| 3 |  | Alexander Bublik                  | 68 | 6 | 3 |  |  |
|   |  |                                   |    |   |   |  |  |
| 4 |  | Magda Linette                     | 6  | 6 |   |  |  |
| 4 |  | Zhibek Kulambayeva                | 2  | 1 |   |  |  |
|   |  |                                   |    |   |   |  |  |
| 5 |  | Iga Świątek - Hubert Hurkacz      | 6  | 6 |   |  |  |
| 5 |  | Z. Kulambayeva - Grigoriy Lomakin | 3  | 4 |   |  |  |
|   |  |                                   |    |   |   |  |  |

| | Pologne | 3                              | -  | 2  | Suisse |  |  |
| --- | ------- | ------------------------------ | -- | -- | ------ |  |  |
| Pat Rafter Arena, Brisbane |         |                                |    |    |        |  |  |
| du 2 au 3 janvier 2023 sur dur (ext.) |         |                                |    |    |        |  |  |
| \| 1 \| \| Iga Świątek \| 6 \| 7 \| \| \| \| \| 1 \| \| Belinda Bencic \| 3 \| 63 \| \| \| \| \| 2 \| \| Daniel Michalski \| 3 \| 2 \| \| \| \| \| 2 \| \| Marc-Andrea Hüsler \| 6 \| 6 \| \| \| \| \| 3 \| \| Hubert Hurkacz \| 7 \| 6 \| \| \| \| \| 3 \| \| Stanislas Wawrinka \| 65 \| 4 \| \| \| \| \| \| \| \| \| \| \| \| \| \| 4 \| \| Magda Linette \| 5 \| 6 \| 6 \| \| \| \| 4 \| \| Jil Teichmann \| 7 \| 4 \| 1 \| \| \| \| \| \| \| \| \| \| \| \| \| 5 \| \| Alicja Rosolska - Kacper Żuk \| 5 \| 2 \| \| \| \| \| 5 \| \| B. Bencic - Marc-Andrea Hüsler \| 7 \| 6 \| \| \| \| \| \| \| \| \| \| \| \| \| |         |                                |    |    |        |  |  |
| 1 |         | Iga Świątek                    | 6  | 7  |        |  |  |
| 1 |         | Belinda Bencic                 | 3  | 63 |        |  |  |
| 2 |         | Daniel Michalski               | 3  | 2  |        |  |  |
| 2 |         | Marc-Andrea Hüsler             | 6  | 6  |        |  |  |
| 3 |         | Hubert Hurkacz                 | 7  | 6  |        |  |  |
| 3 |         | Stanislas Wawrinka             | 65 | 4  |        |  |  |
| |         |                                |    |    |        |  |  |
| 4 |         | Magda Linette                  | 5  | 6  | 6      |  |  |
| 4 |         | Jil Teichmann                  | 7  | 4  | 1      |  |  |
| |         |                                |    |    |        |  |  |
| 5 |         | Alicja Rosolska - Kacper Żuk   | 5  | 2  |        |  |  |
| 5 |         | B. Bencic - Marc-Andrea Hüsler | 7  | 6  |        |  |  |
| |         |                                |    |    |        |  |  |

| 1 |  | Iga Świątek                    | 6  | 7  |   |  |  |
| 1 |  | Belinda Bencic                 | 3  | 63 |   |  |  |
| 2 |  | Daniel Michalski               | 3  | 2  |   |  |  |
| 2 |  | Marc-Andrea Hüsler             | 6  | 6  |   |  |  |
| 3 |  | Hubert Hurkacz                 | 7  | 6  |   |  |  |
| 3 |  | Stanislas Wawrinka             | 65 | 4  |   |  |  |
|   |  |                                |    |    |   |  |  |
| 4 |  | Magda Linette                  | 5  | 6  | 6 |  |  |
| 4 |  | Jil Teichmann                  | 7  | 4  | 1 |  |  |
|   |  |                                |    |    |   |  |  |
| 5 |  | Alicja Rosolska - Kacper Żuk   | 5  | 2  |   |  |  |
| 5 |  | B. Bencic - Marc-Andrea Hüsler | 7  | 6  |   |  |  |
|   |  |                                |    |    |   |  |  |

| Rang | Groupe E | V - D | Matchs | Sets   |
| ---- | -------- | ----- | ------ | ------ |
| 1    | Italie   | 2 - 0 | 8 - 2  | 17 - 5 |
| 2    | Brésil   | 1 - 1 | 6 - 4  | 12 - 9 |
| 3    | Norvège  | 0 - 2 | 1 - 9  | 3 - 18 |

| | Italie | 3                                     | - | 2  | Brésil |  |  |
| --- | ------ | ------------------------------------- | - | -- | ------ |  |  |
| Pat Rafter Arena, Brisbane |        |                                       |   |    |        |  |  |
| du 29 au 30 décembre 2022 sur dur (ext.) |        |                                       |   |    |        |  |  |
| \| 1 \| \| Martina Trevisan \| 2 \| 0 \| \| \| \| \| 1 \| \| Beatriz Haddad Maia \| 6 \| 6 \| \| \| \| \| 2 \| \| Lorenzo Musetti \| 6 \| 6 \| \| \| \| \| 2 \| \| Felipe Meligeni Alves \| 3 \| 4 \| \| \| \| \| 3 \| \| Matteo Berrettini \| 6 \| 7 \| \| \| \| \| 3 \| \| Thiago Monteiro \| 4 \| 67 \| \| \| \| \| \| \| \| \| \| \| \| \| \| 4 \| \| Lucia Bronzetti \| 6 \| 6 \| \| \| \| \| 4 \| \| Laura Pigossi \| 0 \| 2 \| \| \| \| \| \| \| \| \| \| \| \| \| \| 5 \| \| Camilla Rosatello - Matteo Berrettini \| 4 \| 7 \| 4 \| \| \| \| 5 \| \| Luisa Stefani - Rafael Matos \| 6 \| 6' \| 10 \| \| \| \| \| \| \| \| \| \| \| \| |        |                                       |   |    |        |  |  |
| 1 |        | Martina Trevisan                      | 2 | 0  |        |  |  |
| 1 |        | Beatriz Haddad Maia                   | 6 | 6  |        |  |  |
| 2 |        | Lorenzo Musetti                       | 6 | 6  |        |  |  |
| 2 |        | Felipe Meligeni Alves                 | 3 | 4  |        |  |  |
| 3 |        | Matteo Berrettini                     | 6 | 7  |        |  |  |
| 3 |        | Thiago Monteiro                       | 4 | 67 |        |  |  |
| |        |                                       |   |    |        |  |  |
| 4 |        | Lucia Bronzetti                       | 6 | 6  |        |  |  |
| 4 |        | Laura Pigossi                         | 0 | 2  |        |  |  |
| |        |                                       |   |    |        |  |  |
| 5 |        | Camilla Rosatello - Matteo Berrettini | 4 | 7  | 4      |  |  |
| 5 |        | Luisa Stefani - Rafael Matos          | 6 | 6' | 10     |  |  |
| |        |                                       |   |    |        |  |  |

| 1 |  | Martina Trevisan                      | 2 | 0  |    |  |  |
| 1 |  | Beatriz Haddad Maia                   | 6 | 6  |    |  |  |
| 2 |  | Lorenzo Musetti                       | 6 | 6  |    |  |  |
| 2 |  | Felipe Meligeni Alves                 | 3 | 4  |    |  |  |
| 3 |  | Matteo Berrettini                     | 6 | 7  |    |  |  |
| 3 |  | Thiago Monteiro                       | 4 | 67 |    |  |  |
|   |  |                                       |   |    |    |  |  |
| 4 |  | Lucia Bronzetti                       | 6 | 6  |    |  |  |
| 4 |  | Laura Pigossi                         | 0 | 2  |    |  |  |
|   |  |                                       |   |    |    |  |  |
| 5 |  | Camilla Rosatello - Matteo Berrettini | 4 | 7  | 4  |  |  |
| 5 |  | Luisa Stefani - Rafael Matos          | 6 | 6' | 10 |  |  |
|   |  |                                       |   |    |    |  |  |

| | Brésil | 4                                 | - | 1 | Norvège |  |  |
| --- | ------ | --------------------------------- | - | - | ------- |  |  |
| Pat Rafter Arena, Brisbane |        |                                   |   |   |         |  |  |
| du 31 décembre 2022 au 1er janvier 2023 sur dur (ext.) |        |                                   |   |   |         |  |  |
| \| 1 \| \| Beatriz Haddad Maia \| 6 \| 6 \| \| \| \| \| 1 \| \| Malene Helgø \| 4 \| 2 \| \| \| \| \| 2 \| \| Felipe Meligeni Alves \| 6 \| 6 \| \| \| \| \| 2 \| \| Viktor Durasovic \| 3 \| 3 \| \| \| \| \| 3 \| \| Thiago Monteiro \| 3 \| 2 \| \| \| \| \| 3 \| \| Casper Ruud \| 6 \| 6 \| \| \| \| \| \| \| \| \| \| \| \| \| \| 4 \| \| Laura Pigossi \| 6 \| 6 \| \| \| \| \| 4 \| \| Ulrikke Eikeri \| 3 \| 4 \| \| \| \| \| \| \| \| \| \| \| \| \| \| 5 \| \| Luisa Stefani - Rafael Matos \| 6 \| 7 \| \| \| \| \| 5 \| \| Ulrikke Eikeri - Viktor Durasovic \| 4 \| 5 \| \| \| \| \| \| \| \| \| \| \| \| \| |        |                                   |   |   |         |  |  |
| 1 |        | Beatriz Haddad Maia               | 6 | 6 |         |  |  |
| 1 |        | Malene Helgø                      | 4 | 2 |         |  |  |
| 2 |        | Felipe Meligeni Alves             | 6 | 6 |         |  |  |
| 2 |        | Viktor Durasovic                  | 3 | 3 |         |  |  |
| 3 |        | Thiago Monteiro                   | 3 | 2 |         |  |  |
| 3 |        | Casper Ruud                       | 6 | 6 |         |  |  |
| |        |                                   |   |   |         |  |  |
| 4 |        | Laura Pigossi                     | 6 | 6 |         |  |  |
| 4 |        | Ulrikke Eikeri                    | 3 | 4 |         |  |  |
| |        |                                   |   |   |         |  |  |
| 5 |        | Luisa Stefani - Rafael Matos      | 6 | 7 |         |  |  |
| 5 |        | Ulrikke Eikeri - Viktor Durasovic | 4 | 5 |         |  |  |
| |        |                                   |   |   |         |  |  |

| 1 |  | Beatriz Haddad Maia               | 6 | 6 |  |  |  |
| 1 |  | Malene Helgø                      | 4 | 2 |  |  |  |
| 2 |  | Felipe Meligeni Alves             | 6 | 6 |  |  |  |
| 2 |  | Viktor Durasovic                  | 3 | 3 |  |  |  |
| 3 |  | Thiago Monteiro                   | 3 | 2 |  |  |  |
| 3 |  | Casper Ruud                       | 6 | 6 |  |  |  |
|   |  |                                   |   |   |  |  |  |
| 4 |  | Laura Pigossi                     | 6 | 6 |  |  |  |
| 4 |  | Ulrikke Eikeri                    | 3 | 4 |  |  |  |
|   |  |                                   |   |   |  |  |  |
| 5 |  | Luisa Stefani - Rafael Matos      | 6 | 7 |  |  |  |
| 5 |  | Ulrikke Eikeri - Viktor Durasovic | 4 | 5 |  |  |  |
|   |  |                                   |   |   |  |  |  |

| | Italie | 5                                   | -  | 0 | Norvège |  |  |
| --- | ------ | ----------------------------------- | -- | - | ------- |  |  |
| Pat Rafter Arena, Brisbane |        |                                     |    |   |         |  |  |
| du 2 au 3 janvier 2023 sur dur (ext.) |        |                                     |    |   |         |  |  |
| \| 1 \| \| Martina Trevisan \| 7 \| 3 \| 6 \| \| \| \| 1 \| \| Malene Helgø \| 5 \| 6 \| 4 \| \| \| \| 2 \| \| Lorenzo Musetti \| 7 \| 6 \| \| \| \| \| 2 \| \| Viktor Durasovic \| 67 \| 3 \| \| \| \| \| 3 \| \| Matteo Berrettini \| 6 \| 6 \| \| \| \| \| 3 \| \| Casper Ruud \| 4 \| 4 \| \| \| \| \| \| \| \| \| \| \| \| \| \| 4 \| \| Lucia Bronzetti \| 6 \| 7 \| \| \| \| \| 4 \| \| Ulrikke Eikeri \| 2 \| 5 \| \| \| \| \| \| \| \| \| \| \| \| \| \| 5 \| \| Camilla Rosatello - Lorenzo Musetti \| 7 \| 6 \| \| \| \| \| 5 \| \| Ulrikke Eikeri - Viktor Durasovic \| 6 \| 2 \| \| \| \| \| \| \| \| \| \| \| \| \| |        |                                     |    |   |         |  |  |
| 1 |        | Martina Trevisan                    | 7  | 3 | 6       |  |  |
| 1 |        | Malene Helgø                        | 5  | 6 | 4       |  |  |
| 2 |        | Lorenzo Musetti                     | 7  | 6 |         |  |  |
| 2 |        | Viktor Durasovic                    | 67 | 3 |         |  |  |
| 3 |        | Matteo Berrettini                   | 6  | 6 |         |  |  |
| 3 |        | Casper Ruud                         | 4  | 4 |         |  |  |
| |        |                                     |    |   |         |  |  |
| 4 |        | Lucia Bronzetti                     | 6  | 7 |         |  |  |
| 4 |        | Ulrikke Eikeri                      | 2  | 5 |         |  |  |
| |        |                                     |    |   |         |  |  |
| 5 |        | Camilla Rosatello - Lorenzo Musetti | 7  | 6 |         |  |  |
| 5 |        | Ulrikke Eikeri - Viktor Durasovic   | 6  | 2 |         |  |  |
| |        |                                     |    |   |         |  |  |

| 1 |  | Martina Trevisan                    | 7  | 3 | 6 |  |  |
| 1 |  | Malene Helgø                        | 5  | 6 | 4 |  |  |
| 2 |  | Lorenzo Musetti                     | 7  | 6 |   |  |  |
| 2 |  | Viktor Durasovic                    | 67 | 3 |   |  |  |
| 3 |  | Matteo Berrettini                   | 6  | 6 |   |  |  |
| 3 |  | Casper Ruud                         | 4  | 4 |   |  |  |
|   |  |                                     |    |   |   |  |  |
| 4 |  | Lucia Bronzetti                     | 6  | 7 |   |  |  |
| 4 |  | Ulrikke Eikeri                      | 2  | 5 |   |  |  |
|   |  |                                     |    |   |   |  |  |
| 5 |  | Camilla Rosatello - Lorenzo Musetti | 7  | 6 |   |  |  |
| 5 |  | Ulrikke Eikeri - Viktor Durasovic   | 6  | 2 |   |  |  |
|   |  |                                     |    |   |   |  |  |

#### Finale de Brisbane
| | Pologne | 3                                   | - | 2 | Italie |  |  |
| --- | ------- | ----------------------------------- | - | - | ------ |  |  |
| Pat Rafter Arena, Brisbane |         |                                     |   |   |        |  |  |
| 4 janvier 2023 sur dur (ext.) |         |                                     |   |   |        |  |  |
| \| 1 \| \| Daniel Michalski \| 1 \| 1 \| \| \| \| \| 1 \| \| Lorenzo Musetti \| 6 \| 6 \| \| \| \| \| 2 \| \| Iga Świątek \| 6 \| 6 \| \| \| \| \| 2 \| \| Martina Trevisan \| 2 \| 4 \| \| \| \| \| 3 \| \| Hubert Hurkacz \| 4 \| 6 \| 3 \| \| \| \| 3 \| \| Matteo Berrettini \| 6 \| 3 \| 6 \| \| \| \| \| \| \| \| \| \| \| \| \| 4 \| \| Magda Linette \| 6 \| 6 \| \| \| \| \| 4 \| \| Lucia Bronzetti \| 1 \| 2 \| \| \| \| \| \| \| \| \| \| \| \| \| \| 5 \| \| Iga Świątek - Hubert Hurkacz \| 6 \| 6 \| \| \| \| \| 5 \| \| Camilla Rosatello - Lorenzo Musetti \| 1 \| 2 \| \| \| \| \| \| \| \| \| \| \| \| \| |         |                                     |   |   |        |  |  |
| 1 |         | Daniel Michalski                    | 1 | 1 |        |  |  |
| 1 |         | Lorenzo Musetti                     | 6 | 6 |        |  |  |
| 2 |         | Iga Świątek                         | 6 | 6 |        |  |  |
| 2 |         | Martina Trevisan                    | 2 | 4 |        |  |  |
| 3 |         | Hubert Hurkacz                      | 4 | 6 | 3      |  |  |
| 3 |         | Matteo Berrettini                   | 6 | 3 | 6      |  |  |
| |         |                                     |   |   |        |  |  |
| 4 |         | Magda Linette                       | 6 | 6 |        |  |  |
| 4 |         | Lucia Bronzetti                     | 1 | 2 |        |  |  |
| |         |                                     |   |   |        |  |  |
| 5 |         | Iga Świątek - Hubert Hurkacz        | 6 | 6 |        |  |  |
| 5 |         | Camilla Rosatello - Lorenzo Musetti | 1 | 2 |        |  |  |
| |         |                                     |   |   |        |  |  |

### Poules Sydney
| Rang | Groupe C   | V - D | Matchs | Sets   |
| ---- | ---------- | ----- | ------ | ------ |
| 1    | États-Unis | 2 - 0 | 9 - 1  | 18 - 4 |
| 2    | Tchéquie   | 1 - 1 | 4 - 6  | 9 - 12 |
| 3    | Allemagne  | 0 - 2 | 2 - 8  | 5 - 16 |

| | États-Unis | 4                             | - | 1 | Tchéquie |  |  |
| --- | ---------- | ----------------------------- | - | - | -------- |  |  |
| Ken Rosewall Arena, Sydney |            |                               |   |   |          |  |  |
| du 29 au 30 décembre 2022 sur dur (ext.) |            |                               |   |   |          |  |  |
| \| 1 \| \| Taylor Fritz \| 6 \| 6 \| \| \| \| \| 1 \| \| Jiří Lehečka \| 3 \| 4 \| \| \| \| \| 2 \| \| Madison Keys \| 6 \| 6 \| \| \| \| \| 2 \| \| Marie Bouzková \| 4 \| 3 \| \| \| \| \| 3 \| \| Jessica Pegula \| 6 \| 4 \| \| \| \| \| 3 \| \| Petra Kvitová \| 7 \| 6 \| \| \| \| \| \| \| \| \| \| \| \| \| \| 4 \| \| Frances Tiafoe \| 6 \| 2 \| \| \| \| \| 4 \| \| Tomáš Macháč \| 3 \| 4 \| ab. \| \| \| \| \| \| \| \| \| \| \| \| \| 5 \| \| Jessica Pegula - Taylor Fritz \| 2 \| 6 \| 10 \| \| \| \| 5 \| \| Marie Bouzková - Jiří Lehečka \| 6 \| 3 \| 7 \| \| \| \| \| \| \| \| \| \| \| \| |            |                               |   |   |          |  |  |
| 1 |            | Taylor Fritz                  | 6 | 6 |          |  |  |
| 1 |            | Jiří Lehečka                  | 3 | 4 |          |  |  |
| 2 |            | Madison Keys                  | 6 | 6 |          |  |  |
| 2 |            | Marie Bouzková                | 4 | 3 |          |  |  |
| 3 |            | Jessica Pegula                | 6 | 4 |          |  |  |
| 3 |            | Petra Kvitová                 | 7 | 6 |          |  |  |
| |            |                               |   |   |          |  |  |
| 4 |            | Frances Tiafoe                | 6 | 2 |          |  |  |
| 4 |            | Tomáš Macháč                  | 3 | 4 | ab.      |  |  |
| |            |                               |   |   |          |  |  |
| 5 |            | Jessica Pegula - Taylor Fritz | 2 | 6 | 10       |  |  |
| 5 |            | Marie Bouzková - Jiří Lehečka | 6 | 3 | 7        |  |  |
| |            |                               |   |   |          |  |  |

| 1 |  | Taylor Fritz                  | 6 | 6 |     |  |  |
| 1 |  | Jiří Lehečka                  | 3 | 4 |     |  |  |
| 2 |  | Madison Keys                  | 6 | 6 |     |  |  |
| 2 |  | Marie Bouzková                | 4 | 3 |     |  |  |
| 3 |  | Jessica Pegula                | 6 | 4 |     |  |  |
| 3 |  | Petra Kvitová                 | 7 | 6 |     |  |  |
|   |  |                               |   |   |     |  |  |
| 4 |  | Frances Tiafoe                | 6 | 2 |     |  |  |
| 4 |  | Tomáš Macháč                  | 3 | 4 | ab. |  |  |
|   |  |                               |   |   |     |  |  |
| 5 |  | Jessica Pegula - Taylor Fritz | 2 | 6 | 10  |  |  |
| 5 |  | Marie Bouzková - Jiří Lehečka | 6 | 3 | 7   |  |  |
|   |  |                               |   |   |     |  |  |

| | Allemagne | 2                             | -  | 3  | Tchéquie |  |  |
| --- | --------- | ----------------------------- | -- | -- | -------- |  |  |
| Ken Rosewall Arena, Sydney |           |                               |    |    |          |  |  |
| du 31 décembre 2022 au 1er janvier 2023 sur dur (ext.) |           |                               |    |    |          |  |  |
| \| 1 \| \| Alexander Zverev \| 4 \| 2 \| \| \| \| \| 1 \| \| Jiří Lehečka \| 6 \| 6 \| \| \| \| \| 2 \| \| Jule Niemeier \| 2 \| 5 \| \| \| \| \| 2 \| \| Marie Bouzková \| 6 \| 7 \| \| \| \| \| 3 \| \| Laura Siegemund \| 4 \| 2 \| \| \| \| \| 3 \| \| Petra Kvitová \| 6 \| 6 \| \| \| \| \| \| \| \| \| \| \| \| \| \| 4 \| \| Oscar Otte \| 7 \| 6 \| \| \| \| \| 4 \| \| Dalibor Svrčina \| 61 \| 2 \| \| \| \| \| \| \| \| \| \| \| \| \| \| 5 \| \| Laura Siegemund - A. Zverev \| 6 \| 7 \| \| \| \| \| 5 \| \| Marie Bouzková - Jiří Lehečka \| 4 \| 61 \| \| \| \| \| \| \| \| \| \| \| \| \| |           |                               |    |    |          |  |  |
| 1 |           | Alexander Zverev              | 4  | 2  |          |  |  |
| 1 |           | Jiří Lehečka                  | 6  | 6  |          |  |  |
| 2 |           | Jule Niemeier                 | 2  | 5  |          |  |  |
| 2 |           | Marie Bouzková                | 6  | 7  |          |  |  |
| 3 |           | Laura Siegemund               | 4  | 2  |          |  |  |
| 3 |           | Petra Kvitová                 | 6  | 6  |          |  |  |
| |           |                               |    |    |          |  |  |
| 4 |           | Oscar Otte                    | 7  | 6  |          |  |  |
| 4 |           | Dalibor Svrčina               | 61 | 2  |          |  |  |
| |           |                               |    |    |          |  |  |
| 5 |           | Laura Siegemund - A. Zverev   | 6  | 7  |          |  |  |
| 5 |           | Marie Bouzková - Jiří Lehečka | 4  | 61 |          |  |  |
| |           |                               |    |    |          |  |  |

| 1 |  | Alexander Zverev              | 4  | 2  |  |  |  |
| 1 |  | Jiří Lehečka                  | 6  | 6  |  |  |  |
| 2 |  | Jule Niemeier                 | 2  | 5  |  |  |  |
| 2 |  | Marie Bouzková                | 6  | 7  |  |  |  |
| 3 |  | Laura Siegemund               | 4  | 2  |  |  |  |
| 3 |  | Petra Kvitová                 | 6  | 6  |  |  |  |
|   |  |                               |    |    |  |  |  |
| 4 |  | Oscar Otte                    | 7  | 6  |  |  |  |
| 4 |  | Dalibor Svrčina               | 61 | 2  |  |  |  |
|   |  |                               |    |    |  |  |  |
| 5 |  | Laura Siegemund - A. Zverev   | 6  | 7  |  |  |  |
| 5 |  | Marie Bouzková - Jiří Lehečka | 4  | 61 |  |  |  |
|   |  |                               |    |    |  |  |  |

| | États-Unis | 5                                 | -  | 0 | Allemagne |  |  |
| --- | ---------- | --------------------------------- | -- | - | --------- |  |  |
| Ken Rosewall Arena, Sydney |            |                                   |    |   |           |  |  |
| du 2 au 3 janvier 2023 sur dur (ext.) |            |                                   |    |   |           |  |  |
| \| 1 \| \| Taylor Fritz \| 6 \| 6 \| \| \| \| \| 1 \| \| Alexander Zverev \| 1 \| 4 \| \| \| \| \| 2 \| \| Madison Keys \| 6 \| 6 \| \| \| \| \| 2 \| \| Jule Niemeier \| 2 \| 3 \| \| \| \| \| 3 \| \| Jessica Pegula \| 6 \| 6 \| \| \| \| \| 3 \| \| Laura Siegemund \| 3 \| 2 \| \| \| \| \| \| \| \| \| \| \| \| \| \| 4 \| \| Frances Tiafoe \| 7 \| 6 \| \| \| \| \| 4 \| \| Oscar Otte \| 5 \| 4 \| \| \| \| \| \| \| \| \| \| \| \| \| \| 5 \| \| Jessica Pegula - Frances Tiafoe \| 65 \| 6 \| 10 \| \| \| \| 5 \| \| Laura Siegemund - Daniel Altmaier \| 7 \| 4 \| 7 \| \| \| \| \| \| \| \| \| \| \| \| |            |                                   |    |   |           |  |  |
| 1 |            | Taylor Fritz                      | 6  | 6 |           |  |  |
| 1 |            | Alexander Zverev                  | 1  | 4 |           |  |  |
| 2 |            | Madison Keys                      | 6  | 6 |           |  |  |
| 2 |            | Jule Niemeier                     | 2  | 3 |           |  |  |
| 3 |            | Jessica Pegula                    | 6  | 6 |           |  |  |
| 3 |            | Laura Siegemund                   | 3  | 2 |           |  |  |
| |            |                                   |    |   |           |  |  |
| 4 |            | Frances Tiafoe                    | 7  | 6 |           |  |  |
| 4 |            | Oscar Otte                        | 5  | 4 |           |  |  |
| |            |                                   |    |   |           |  |  |
| 5 |            | Jessica Pegula - Frances Tiafoe   | 65 | 6 | 10        |  |  |
| 5 |            | Laura Siegemund - Daniel Altmaier | 7  | 4 | 7         |  |  |
| |            |                                   |    |   |           |  |  |

| 1 |  | Taylor Fritz                      | 6  | 6 |    |  |  |
| 1 |  | Alexander Zverev                  | 1  | 4 |    |  |  |
| 2 |  | Madison Keys                      | 6  | 6 |    |  |  |
| 2 |  | Jule Niemeier                     | 2  | 3 |    |  |  |
| 3 |  | Jessica Pegula                    | 6  | 6 |    |  |  |
| 3 |  | Laura Siegemund                   | 3  | 2 |    |  |  |
|   |  |                                   |    |   |    |  |  |
| 4 |  | Frances Tiafoe                    | 7  | 6 |    |  |  |
| 4 |  | Oscar Otte                        | 5  | 4 |    |  |  |
|   |  |                                   |    |   |    |  |  |
| 5 |  | Jessica Pegula - Frances Tiafoe   | 65 | 6 | 10 |  |  |
| 5 |  | Laura Siegemund - Daniel Altmaier | 7  | 4 | 7  |  |  |
|   |  |                                   |    |   |    |  |  |

| Rang | Groupe D    | V - D | Matchs | Sets    |
| ---- | ----------- | ----- | ------ | ------- |
| 1    | Royaume-Uni | 2 - 0 | 7 - 3  | 15 - 10 |
| 2    | Australie   | 1 - 1 | 5 - 5  | 10 - 12 |
| 3    | Espagne     | 0 - 2 | 3 - 7  | 12 - 12 |

| | Australie | 2                            | -  | 3  | Royaume-Uni |  |  |
| --- | --------- | ---------------------------- | -- | -- | ----------- |  |  |
| Ken Rosewall Arena, Sydney |           |                              |    |    |             |  |  |
| du 29 au 30 décembre 2022 sur dur (ext.) |           |                              |    |    |             |  |  |
| \| 1 \| \| Alex de Minaur \| 3 \| 3 \| \| \| \| \| 1 \| \| Cameron Norrie \| 6 \| 6 \| \| \| \| \| 2 \| \| Zoe Hives \| 3 \| 4 \| \| \| \| \| 2 \| \| Katie Swan \| 6 \| 6 \| \| \| \| \| 3 \| \| Maddison Inglis \| 4 \| 4 \| \| \| \| \| 3 \| \| Harriet Dart \| 6 \| 6 \| \| \| \| \| \| \| \| \| \| \| \| \| \| 4 \| \| Jason Kubler \| 6 \| 7 \| \| \| \| \| 4 \| \| Daniel Evans \| 3 \| 63 \| \| \| \| \| \| \| \| \| \| \| \| \| \| 5 \| \| Samantha Stosur - John Peers \| 7 \| 6 \| \| \| \| \| 5 \| \| Harriet Dart - Jonny O'Mara \| 64 \| 4 \| \| \| \| \| \| \| \| \| \| \| \| \| |           |                              |    |    |             |  |  |
| 1 |           | Alex de Minaur               | 3  | 3  |             |  |  |
| 1 |           | Cameron Norrie               | 6  | 6  |             |  |  |
| 2 |           | Zoe Hives                    | 3  | 4  |             |  |  |
| 2 |           | Katie Swan                   | 6  | 6  |             |  |  |
| 3 |           | Maddison Inglis              | 4  | 4  |             |  |  |
| 3 |           | Harriet Dart                 | 6  | 6  |             |  |  |
| |           |                              |    |    |             |  |  |
| 4 |           | Jason Kubler                 | 6  | 7  |             |  |  |
| 4 |           | Daniel Evans                 | 3  | 63 |             |  |  |
| |           |                              |    |    |             |  |  |
| 5 |           | Samantha Stosur - John Peers | 7  | 6  |             |  |  |
| 5 |           | Harriet Dart - Jonny O'Mara  | 64 | 4  |             |  |  |
| |           |                              |    |    |             |  |  |

| 1 |  | Alex de Minaur               | 3  | 3  |  |  |  |
| 1 |  | Cameron Norrie               | 6  | 6  |  |  |  |
| 2 |  | Zoe Hives                    | 3  | 4  |  |  |  |
| 2 |  | Katie Swan                   | 6  | 6  |  |  |  |
| 3 |  | Maddison Inglis              | 4  | 4  |  |  |  |
| 3 |  | Harriet Dart                 | 6  | 6  |  |  |  |
|   |  |                              |    |    |  |  |  |
| 4 |  | Jason Kubler                 | 6  | 7  |  |  |  |
| 4 |  | Daniel Evans                 | 3  | 63 |  |  |  |
|   |  |                              |    |    |  |  |  |
| 5 |  | Samantha Stosur - John Peers | 7  | 6  |  |  |  |
| 5 |  | Harriet Dart - Jonny O'Mara  | 64 | 4  |  |  |  |
|   |  |                              |    |    |  |  |  |

| | Espagne | 1                                     | - | 4  | Royaume-Uni |  |  |
| --- | ------- | ------------------------------------- | - | -- | ----------- |  |  |
| Ken Rosewall Arena, Sydney |         |                                       |   |    |             |  |  |
| du 31 décembre 2022 au 1er janvier 2023 sur dur (ext.) |         |                                       |   |    |             |  |  |
| \| 1 \| \| Rafael Nadal \| 6 \| 3 \| 4 \| \| \| \| 1 \| \| Cameron Norrie \| 3 \| 6 \| 6 \| \| \| \| 2 \| \| Nuria Párrizas Díaz \| 6 \| 1 \| 2 \| \| \| \| 2 \| \| Katie Swan \| 3 \| 6 \| 6 \| \| \| \| 3 \| \| Paula Badosa \| 6 \| 7 \| 6 \| \| \| \| 3 \| \| Harriet Dart \| 7 \| 65 \| 1 \| \| \| \| \| \| \| \| \| \| \| \| \| 4 \| \| Albert Ramos-Viñolas \| 3 \| 6 \| 3 \| \| \| \| 4 \| \| Daniel Evans \| 6 \| 1 \| 6 \| \| \| \| \| \| \| \| \| \| \| \| \| 5 \| \| J. Bouzas Maneiro - D. Vega Hernández \| 6 \| 2 \| 5 \| \| \| \| 5 \| \| Harriet Dart - Jonny O'Mara \| 3 \| 6 \| 10 \| \| \| \| \| \| \| \| \| \| \| \| |         |                                       |   |    |             |  |  |
| 1 |         | Rafael Nadal                          | 6 | 3  | 4           |  |  |
| 1 |         | Cameron Norrie                        | 3 | 6  | 6           |  |  |
| 2 |         | Nuria Párrizas Díaz                   | 6 | 1  | 2           |  |  |
| 2 |         | Katie Swan                            | 3 | 6  | 6           |  |  |
| 3 |         | Paula Badosa                          | 6 | 7  | 6           |  |  |
| 3 |         | Harriet Dart                          | 7 | 65 | 1           |  |  |
| |         |                                       |   |    |             |  |  |
| 4 |         | Albert Ramos-Viñolas                  | 3 | 6  | 3           |  |  |
| 4 |         | Daniel Evans                          | 6 | 1  | 6           |  |  |
| |         |                                       |   |    |             |  |  |
| 5 |         | J. Bouzas Maneiro - D. Vega Hernández | 6 | 2  | 5           |  |  |
| 5 |         | Harriet Dart - Jonny O'Mara           | 3 | 6  | 10          |  |  |
| |         |                                       |   |    |             |  |  |

| 1 |  | Rafael Nadal                          | 6 | 3  | 4  |  |  |
| 1 |  | Cameron Norrie                        | 3 | 6  | 6  |  |  |
| 2 |  | Nuria Párrizas Díaz                   | 6 | 1  | 2  |  |  |
| 2 |  | Katie Swan                            | 3 | 6  | 6  |  |  |
| 3 |  | Paula Badosa                          | 6 | 7  | 6  |  |  |
| 3 |  | Harriet Dart                          | 7 | 65 | 1  |  |  |
|   |  |                                       |   |    |    |  |  |
| 4 |  | Albert Ramos-Viñolas                  | 3 | 6  | 3  |  |  |
| 4 |  | Daniel Evans                          | 6 | 1  | 6  |  |  |
|   |  |                                       |   |    |    |  |  |
| 5 |  | J. Bouzas Maneiro - D. Vega Hernández | 6 | 2  | 5  |  |  |
| 5 |  | Harriet Dart - Jonny O'Mara           | 3 | 6  | 10 |  |  |
|   |  |                                       |   |    |    |  |  |

| | Espagne | 2                                     | - | 3 | Australie |  |  |
| --- | ------- | ------------------------------------- | - | - | --------- |  |  |
| Ken Rosewall Arena, Sydney |         |                                       |   |   |           |  |  |
| du 2 au 3 janvier 2023 sur dur (ext.) |         |                                       |   |   |           |  |  |
| \| 1 \| \| Rafael Nadal \| 6 \| 1 \| 5 \| \| \| \| 1 \| \| Alex de Minaur \| 3 \| 6 \| 7 \| \| \| \| 2 \| \| Nuria Párrizas Díaz \| 6 \| 6 \| \| \| \| \| 2 \| \| Maddison Inglis \| 1 \| 3 \| \| \| \| \| 3 \| \| Jéssica Bouzas Maneiro \| 6 \| 6 \| \| \| \| \| 3 \| \| Olivia Gadecki \| 2 \| 2 \| \| \| \| \| \| \| \| \| \| \| \| \| \| 4 \| \| Albert Ramos-Viñolas \| 3 \| 6 \| 3 \| \| \| \| 4 \| \| Jason Kubler \| 6 \| 4 \| 6 \| \| \| \| \| \| \| \| \| \| \| \| \| 5 \| \| J. Bouzas Maneiro - D. Vega Hernández \| 2 \| 3 \| \| \| \| \| 5 \| \| Samantha Stosur - John Peers \| 6 \| 6 \| \| \| \| \| \| \| \| \| \| \| \| \| |         |                                       |   |   |           |  |  |
| 1 |         | Rafael Nadal                          | 6 | 1 | 5         |  |  |
| 1 |         | Alex de Minaur                        | 3 | 6 | 7         |  |  |
| 2 |         | Nuria Párrizas Díaz                   | 6 | 6 |           |  |  |
| 2 |         | Maddison Inglis                       | 1 | 3 |           |  |  |
| 3 |         | Jéssica Bouzas Maneiro                | 6 | 6 |           |  |  |
| 3 |         | Olivia Gadecki                        | 2 | 2 |           |  |  |
| |         |                                       |   |   |           |  |  |
| 4 |         | Albert Ramos-Viñolas                  | 3 | 6 | 3         |  |  |
| 4 |         | Jason Kubler                          | 6 | 4 | 6         |  |  |
| |         |                                       |   |   |           |  |  |
| 5 |         | J. Bouzas Maneiro - D. Vega Hernández | 2 | 3 |           |  |  |
| 5 |         | Samantha Stosur - John Peers          | 6 | 6 |           |  |  |
| |         |                                       |   |   |           |  |  |

| 1 |  | Rafael Nadal                          | 6 | 1 | 5 |  |  |
| 1 |  | Alex de Minaur                        | 3 | 6 | 7 |  |  |
| 2 |  | Nuria Párrizas Díaz                   | 6 | 6 |   |  |  |
| 2 |  | Maddison Inglis                       | 1 | 3 |   |  |  |
| 3 |  | Jéssica Bouzas Maneiro                | 6 | 6 |   |  |  |
| 3 |  | Olivia Gadecki                        | 2 | 2 |   |  |  |
|   |  |                                       |   |   |   |  |  |
| 4 |  | Albert Ramos-Viñolas                  | 3 | 6 | 3 |  |  |
| 4 |  | Jason Kubler                          | 6 | 4 | 6 |  |  |
|   |  |                                       |   |   |   |  |  |
| 5 |  | J. Bouzas Maneiro - D. Vega Hernández | 2 | 3 |   |  |  |
| 5 |  | Samantha Stosur - John Peers          | 6 | 6 |   |  |  |
|   |  |                                       |   |   |   |  |  |

#### Finale de Sydney
| | États-Unis | 4                             | - | 1 | Royaume-Uni |  |  |
| --- | ---------- | ----------------------------- | - | - | ----------- |  |  |
| Ken Rosewall Arena, Sydney |            |                               |   |   |             |  |  |
| 4 janvier 2023 sur dur (ext.) |            |                               |   |   |             |  |  |
| \| 1 \| \| Madison Keys \| 2 \| 6 \| 6 \| \| \| \| 1 \| \| Katie Swan \| 6 \| 3 \| 4 \| \| \| \| 2 \| \| Taylor Fritz \| 4 \| 7 \| 4 \| \| \| \| 2 \| \| Cameron Norrie \| 6 \| 5 \| 6 \| \| \| \| 3 \| \| Jessica Pegula \| 6 \| 6 \| \| \| \| \| 3 \| \| Harriet Dart \| 2 \| 0 \| \| \| \| \| \| \| \| \| \| \| \| \| \| 4 \| \| Frances Tiafoe \| 3 \| 7 \| 6 \| \| \| \| 4 \| \| Daniel Evans \| 6 \| 5 \| 3 \| \| \| \| \| \| \| \| \| \| \| \| \| 5 \| \| Jessica Pegula - Taylor Fritz \| 6 \| 6 \| \| \| \| \| 5 \| \| Harriet Dart - Daniel Evans \| 4 \| 4 \| \| \| \| \| \| \| \| \| \| \| \| \| |            |                               |   |   |             |  |  |
| 1 |            | Madison Keys                  | 2 | 6 | 6           |  |  |
| 1 |            | Katie Swan                    | 6 | 3 | 4           |  |  |
| 2 |            | Taylor Fritz                  | 4 | 7 | 4           |  |  |
| 2 |            | Cameron Norrie                | 6 | 5 | 6           |  |  |
| 3 |            | Jessica Pegula                | 6 | 6 |             |  |  |
| 3 |            | Harriet Dart                  | 2 | 0 |             |  |  |
| |            |                               |   |   |             |  |  |
| 4 |            | Frances Tiafoe                | 3 | 7 | 6           |  |  |
| 4 |            | Daniel Evans                  | 6 | 5 | 3           |  |  |
| |            |                               |   |   |             |  |  |
| 5 |            | Jessica Pegula - Taylor Fritz | 6 | 6 |             |  |  |
| 5 |            | Harriet Dart - Daniel Evans   | 4 | 4 |             |  |  |
| |            |                               |   |   |             |  |  |

## Phase finale
Lors de la phase finale, les quatre équipes qualifiées (trois équipes victorieuses des finales de phases de poules, et la meilleure des trois perdantes) s'affrontent en matchs à élimination directe à Sydney.
L’Italie est l’équipe repêchée parmi les équipes ayant perdu la finale de leurs villes grâce à des meilleurs résultats obtenus dans la compétition au global. L’Italie a gagné plus de matchs que la Grande-Bretagne (10 contre 8) et autant que la Croatie mais avec un meilleur pourcentage de sets gagnés (63,6% contre 61,7%). 
|  | Demi-finales | Demi-finales |            |   | Finale | Finale |
|  | Demi-finales | Demi-finales |            |   | Finale | Finale |
|  |              |              |            |   |        |        |
|  |              |              |            |   |        |        |
|  |              |              |            |   |        |        |
|  | Pologne      | 0            |            |   |        |        |
|  | Pologne      | 0            |            |   |        |        |
|  | États-Unis   | 5            |            |   |        |        |
|  | États-Unis   | 5            | États-Unis | 4 |        |        |
|  |              |              | États-Unis | 4 |        |        |
|  |              | Italie       | 0          |   |        |        |
|  | Grèce        | Italie       | 0          | 1 |        |        |
|  | Grèce        |              |            | 1 |        |        |
|  | Italie       | 4            |            |   |        |        |
|  | Italie       | 4            |            |   |        |        |

Demi-finales
| | Pologne | 0                              | -  | 5  | États-Unis |  |  |
| --- | ------- | ------------------------------ | -- | -- | ---------- |  |  |
| Ken Rosewall Arena, Sydney |         |                                |    |    |            |  |  |
| du 6 au 7 janvier 2023 sur dur (ext.) |         |                                |    |    |            |  |  |
| \| 1 \| \| Iga Świątek \| 2 \| 2 \| \| \| \| \| 1 \| \| Jessica Pegula \| 6 \| 6 \| \| \| \| \| 2 \| \| Kacper Żuk \| 3 \| 3 \| \| \| \| \| 2 \| \| Frances Tiafoe \| 6 \| 6 \| \| \| \| \| 3 \| \| Hubert Hurkacz \| 65 \| 65 \| \| \| \| \| 3 \| \| Taylor Fritz \| 7 \| 7 \| \| \| \| \| \| \| \| \| \| \| \| \| \| 4 \| \| Magda Linette \| 4 \| 2 \| \| \| \| \| 4 \| \| Madison Keys \| 6 \| 6 \| \| \| \| \| \| \| \| \| \| \| \| \| \| 5 \| \| Alicja Rosolska - Łukasz Kubot \| 7 \| 4 \| 6 \| \| \| \| 5 \| \| Jessica Pegula - Taylor Fritz \| 65 \| 6 \| 10 \| \| \| \| \| \| \| \| \| \| \| \| |         |                                |    |    |            |  |  |
| 1 |         | Iga Świątek                    | 2  | 2  |            |  |  |
| 1 |         | Jessica Pegula                 | 6  | 6  |            |  |  |
| 2 |         | Kacper Żuk                     | 3  | 3  |            |  |  |
| 2 |         | Frances Tiafoe                 | 6  | 6  |            |  |  |
| 3 |         | Hubert Hurkacz                 | 65 | 65 |            |  |  |
| 3 |         | Taylor Fritz                   | 7  | 7  |            |  |  |
| |         |                                |    |    |            |  |  |
| 4 |         | Magda Linette                  | 4  | 2  |            |  |  |
| 4 |         | Madison Keys                   | 6  | 6  |            |  |  |
| |         |                                |    |    |            |  |  |
| 5 |         | Alicja Rosolska - Łukasz Kubot | 7  | 4  | 6          |  |  |
| 5 |         | Jessica Pegula - Taylor Fritz  | 65 | 6  | 10         |  |  |
| |         |                                |    |    |            |  |  |

| 1 |  | Iga Świątek                    | 2  | 2  |    |  |  |
| 1 |  | Jessica Pegula                 | 6  | 6  |    |  |  |
| 2 |  | Kacper Żuk                     | 3  | 3  |    |  |  |
| 2 |  | Frances Tiafoe                 | 6  | 6  |    |  |  |
| 3 |  | Hubert Hurkacz                 | 65 | 65 |    |  |  |
| 3 |  | Taylor Fritz                   | 7  | 7  |    |  |  |
|   |  |                                |    |    |    |  |  |
| 4 |  | Magda Linette                  | 4  | 2  |    |  |  |
| 4 |  | Madison Keys                   | 6  | 6  |    |  |  |
|   |  |                                |    |    |    |  |  |
| 5 |  | Alicja Rosolska - Łukasz Kubot | 7  | 4  | 6  |  |  |
| 5 |  | Jessica Pegula - Taylor Fritz  | 65 | 6  | 10 |  |  |
|   |  |                                |    |    |    |  |  |

| | Grèce | 1                                    | - | 4  | Italie |  |  |
| --- | ----- | ------------------------------------ | - | -- | ------ |  |  |
| Ken Rosewall Arena, Sydney |       |                                      |   |    |        |  |  |
| du 6 au 7 janvier 2023 sur dur (ext.) |       |                                      |   |    |        |  |  |
| \| 1 \| \| María Sákkari \| 3 \| 7 \| 5 \| \| \| \| 1 \| \| Martina Trevisan \| 6 \| 64 \| 7 \| \| \| \| 2 \| \| Stéfanos Sakellaridis \| 1 \| 1 \| \| \| \| \| 2 \| \| Lorenzo Musetti \| 6 \| 6 \| \| \| \| \| 3 \| \| Stéfanos Tsitsipás \| 4 \| 7 \| 6 \| \| \| \| 3 \| \| Matteo Berrettini \| 6 \| 62 \| 4 \| \| \| \| \| \| \| \| \| \| \| \| \| 4 \| \| Valentíni Grammatikopoúlou \| 2 \| 3 \| \| \| \| \| 4 \| \| Lucia Bronzetti \| 6 \| 6 \| \| \| \| \| \| \| \| \| \| \| \| \| \| 5 \| \| V. Grammatikopoúlou - P. Tsitsipás \| 3 \| 6 \| 5 \| \| \| \| 5 \| \| Camilla Rosatello - Andrea Vavassori \| 6 \| 4 \| 10 \| \| \| \| \| \| \| \| \| \| \| \| |       |                                      |   |    |        |  |  |
| 1 |       | María Sákkari                        | 3 | 7  | 5      |  |  |
| 1 |       | Martina Trevisan                     | 6 | 64 | 7      |  |  |
| 2 |       | Stéfanos Sakellaridis                | 1 | 1  |        |  |  |
| 2 |       | Lorenzo Musetti                      | 6 | 6  |        |  |  |
| 3 |       | Stéfanos Tsitsipás                   | 4 | 7  | 6      |  |  |
| 3 |       | Matteo Berrettini                    | 6 | 62 | 4      |  |  |
| |       |                                      |   |    |        |  |  |
| 4 |       | Valentíni Grammatikopoúlou           | 2 | 3  |        |  |  |
| 4 |       | Lucia Bronzetti                      | 6 | 6  |        |  |  |
| |       |                                      |   |    |        |  |  |
| 5 |       | V. Grammatikopoúlou - P. Tsitsipás   | 3 | 6  | 5      |  |  |
| 5 |       | Camilla Rosatello - Andrea Vavassori | 6 | 4  | 10     |  |  |
| |       |                                      |   |    |        |  |  |

| 1 |  | María Sákkari                        | 3 | 7  | 5  |  |  |
| 1 |  | Martina Trevisan                     | 6 | 64 | 7  |  |  |
| 2 |  | Stéfanos Sakellaridis                | 1 | 1  |    |  |  |
| 2 |  | Lorenzo Musetti                      | 6 | 6  |    |  |  |
| 3 |  | Stéfanos Tsitsipás                   | 4 | 7  | 6  |  |  |
| 3 |  | Matteo Berrettini                    | 6 | 62 | 4  |  |  |
|   |  |                                      |   |    |    |  |  |
| 4 |  | Valentíni Grammatikopoúlou           | 2 | 3  |    |  |  |
| 4 |  | Lucia Bronzetti                      | 6 | 6  |    |  |  |
|   |  |                                      |   |    |    |  |  |
| 5 |  | V. Grammatikopoúlou - P. Tsitsipás   | 3 | 6  | 5  |  |  |
| 5 |  | Camilla Rosatello - Andrea Vavassori | 6 | 4  | 10 |  |  |
|   |  |                                      |   |    |    |  |  |

Finale
| | États-Unis                           | 4                             | -   | 0    | Italie |  |  |
| --- | ------------------------------------ | ----------------------------- | --- | ---- | ------ |  |  |
| Ken Rosewall Arena, Sydney |                                      |                               |     |      |        |  |  |
| 8 janvier 2023 sur dur (ext.) |                                      |                               |     |      |        |  |  |
| \| 1 \| \| Jessica Pegula \| 6 \| 6 \| \| \| \| \| 1 \| \| Martina Trevisan \| 4 \| 2 \| \| \| \| \| 2 \| \| Frances Tiafoe \| 6 \| \| \| \| \| \| 2 \| \| Lorenzo Musetti \| 2 \| ab. \| \| \| \| \| 3 \| \| Taylor Fritz \| 7 \| 7 \| \| \| \| \| 3 \| \| Matteo Berrettini \| 64 \| 6 \| \| \| \| \| \| \| \| \| \| \| \| \| \| 4 \| \| Madison Keys \| 6 \| 6 \| \| \| \| \| 4 \| \| Lucia Bronzetti \| 3 \| 2 \| \| \| \| \| \| \| \| \| \| \| \| \| \| 5 \| \| Jessica Pegula - Taylor Fritz \| Non \| joué \| \| \| \| \| 5 \| Martina Trevisan - Matteo Berrettini \| \| \| \| \| \| \| \| \| \| \| \| \| \| \| \| |                                      |                               |     |      |        |  |  |
| 1 |                                      | Jessica Pegula                | 6   | 6    |        |  |  |
| 1 |                                      | Martina Trevisan              | 4   | 2    |        |  |  |
| 2 |                                      | Frances Tiafoe                | 6   |      |        |  |  |
| 2 |                                      | Lorenzo Musetti               | 2   | ab.  |        |  |  |
| 3 |                                      | Taylor Fritz                  | 7   | 7    |        |  |  |
| 3 |                                      | Matteo Berrettini             | 64  | 6    |        |  |  |
| |                                      |                               |     |      |        |  |  |
| 4 |                                      | Madison Keys                  | 6   | 6    |        |  |  |
| 4 |                                      | Lucia Bronzetti               | 3   | 2    |        |  |  |
| |                                      |                               |     |      |        |  |  |
| 5 |                                      | Jessica Pegula - Taylor Fritz | Non | joué |        |  |  |
| 5 | Martina Trevisan - Matteo Berrettini |                               |     |      |        |  |  |
| |                                      |                               |     |      |        |  |  |